# HD 80606 b
HD 80606 b är en  exoplanet som kretsar kring stjärnan HD 80606 i Stora björnens stjärnbild. Den upptäcktes 2001 och är en Het Jupiter med en massa av ungefär 3,94 MJ och en omloppstid av 111 dygn. Den kretsar runt en stjärna  som är av spektralklass G5. Vid upptäckten hade planeten den störst kända excentriciteten av alla exoplaneter.